# 瓦努阿圖華人
瓦努阿圖華人，是指在南太平洋島國瓦努阿圖生活的華人。截至2013年，瓦努阿圖共有3,000名擁有永久居留權的華人，亦有1,000名來自中國內地和香港的新移民。

## 歷史
首批瓦努阿圖華人在清朝末年抵達當地，他們在中國的親友其後到瓦努阿圖投奔之，令當地華人的數量有所增加；早期的瓦努阿圖華人大多是來自廣東:86, 88。
2010年代前後，不少中國人湧進瓦努阿圖定居。一些華人到瓦努阿圖創業，也有中國的醫療人員來當地工作:86；有原居於中國大陸的人移民到瓦努阿圖，從而方便自己移居香港、澳門或其他較大的太平洋國家。此外，瓦努阿圖政府在2011年推出一項計劃，容許中國人繳交3,000美元後領取該國的永久居留簽證:86–87。截至2013年，瓦努阿圖有來自廣東、香港、中國北方、臺灣和馬來西亞的華人:87。
瓦努阿圖總理莫阿纳·卡凯塞斯曾在2013年表示，瓦努阿圖有3,000名擁有永久居留權的華人，亦有1,000名新移民；這些新移民當中有800人來自中國大陸，其餘的200人則是香港人。

## 經濟
第一批瓦努阿圖華人起初為當地的莊園主人工作，後來開始自己營商:88。
2010年代前後，中國移民湧進瓦努阿圖，令維拉港商店的數量迅速增加，當地逾90%的商店由華人經營；瓦努阿圖華人在當地經營雜貨店和超級市場，一些華人經營的店舖會打減價戰，從而與同業競爭。瓦努阿圖人歡迎華商在當地投資，創造就業職位，但又擔心他們會壟斷當地經濟。

## 宗教
教會是瓦努阿圖華人的團體之一，當地華人的教堂是租來的；來自澳大利亞的牧師會向他們傳教，但牧師只會在瓦努阿圖逗留一段時間，不會長期居留。維拉港有一支由華人基督徒組成的团契，他們的聚會以粵語和中華民國國語進行，而中國信徒佈道會也曾派遣傳教士來關顧這些基督徒；維拉港亦成立了一所華人教會，教會計劃發展醫療隊。